# Arthur Kleinschmidt

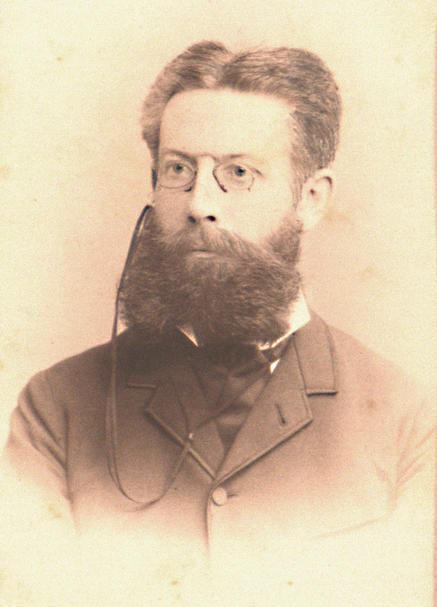
Arthur Kleinschmidt

Arthur Karl August Paul Wilhelm Kleinschmidt (* 8. April 1848 in Wiesbaden; † 5. August 1919 in Starnberg) war ein deutscher Historiker, Bibliothekar und Publizist.

## Leben

### Herkunft und Familie
Arthur Kleinschmidt entstammte einer alten hessischen Offiziers- und Gelehrtenfamilie. Er war ein Sohn des Leutnants a. D. und Mainzollassistenten Karl Kleinschmidt (* 1816) und der Freiin Marie von Ziegesar (* 1817). Im Frühjahr 1903 vermählte er sich mit Elisabeth von Holzhausen (1863–1937).

### Werdegang
Kleinschmidt besuchte das Gymnasium in Frankfurt am Main und begann im Anschluss 1868 ein Studium der Geschichte, Politik und Jura in Heidelberg. Hierbei hörte er insbesondere die Vorlesungen bei Treitschke, Wattenbach und Bluntschli. Ebenfalls in Heidelberg wurde er 1872 zum Dr. phil. promoviert und 1875 als Privatdozent habilitiert. Ab 1887 war Kleinschmidt dort außerordentlicher Professor für Geschichte. 1901 verließ er die akademische Laufbahn und wurde herzoglich-anhaltischer Hofrat und Hofbibliothekar in Dessau.

## Werke
- Jacob III., Markgraf zu Baden und Hochberg, der erste regierende Convertit in Deutschland, Frankfurt am Main 1875
- Die drei Stände in Frankreich vor der Revolution, Wien 1876 (Digitalisat)
- Russland’s Geschichte und Politik dargestellt in der Geschichte des russischen hohen Adels, Theodor Kay, Kassel 1877 (Digitalisat)
- Die Eltern und Geschwister Napoleons I., 1878
- Karl Friedrich von Baden: Zum 150. Geburtstage, Heidelberg 1878
- Die Säcularisation von 1803, Verlag von Carl Habel, Berlin 1878 (Digitalisat)
- Napoleon I., 1880
- Augsburg, Nürnberg, und ihre Handelsfürsten im fünfzehnten und sechzehnten Jahrhunderte, Kassel 1881 (Digitalisat)
- Charakterbilder aus der französischen Revolution, 1889
- Katarina II., als Zivilisatorin, 1891
- Geschichte des Königreichs Westfalen, Friedrich Andreas Perthes, Gotha 1893 (Digitalisat)
- Drei Jahrhunderte russischer Geschichte: Ueberblick der russischen Geschichte seit der Thronbesteigung der Romanow bis heute (1598–1898), Berlin 1898
- Bayern und Hessen, Johannes Räde, Berlin 1900 (Digitalisat)
- Moskauer Skizzen, 1903
- Amalie von Oranien, geborene Gräfin zu Solms-Braunfels. Ein Lebensbild, Johannes Räde, Berlin 1905
- Katalog der Anhaltina der Herzoglichen Hofbibliothek zu Dessau, Anhaltische Buchdruckerei Gutenberg, Dessau 1906 (als Mitautor)
- Die Herren und Freiherren v. Holzhausen in Frankfurt a. M., Dessau 1908
- Geschichte von Arenberg, Salm und Leyen 1789–1815, Gotha 1912 (Digitalisat)
- Gebhards Handbuch der Deutschen Geschichte, neu hrsg. von Ferdinand Hirsch. Bd. 2: Von der Reformation bis zur Gegenwart. Leipzig, 5. Aufl. 1913 (Digitalisat) (als Mitautor)
- 25 Personenartikel in der Allgemeinen Deutschen Biographie